# Сунесс, Грэм
Грэм Джеймс Су́несс (англ. Graeme James Souness; род. 6 мая 1953, Эдинбург) — шотландский футболист, футбольный тренер и спортивный комментатор.

## Карьера
Играл на позиции полузащитника, был капитаном «Ливерпуля» начала 1980-х годов. Также был игроком и тренером «Рейнджерс», в конце 1980-х годов и капитаном национальной сборной Шотландии. Также играл за клубы «Тоттенхэм Хотспур», «Мидлсбро» и «Сампдория». Позже тренировал «Рейнджерс», «Ливерпуль», «Галатасарай», «Саутгемптон», «Бенфику», «Блэкберн Роверс» и «Ньюкасл Юнайтед».
Ныне работает телевизионным аналитиком на каналах RTÉ, ESPN, Sky Sports и Al Jazeera Sports.
Будучи наставником «Галатасарая», после победы в финале Кубка Турции воткнул в центральном круге стадиона «Фенербахче» флаг «Галатасарая», чем спровоцировал массовые беспорядки на стадионе и окрестностях. Фанаты «Фенера» угрожали, что «этот шотландец вернётся в Англию только в деревянном ящике».

## Достижения

### В качестве игрока
Тоттенхэм Хотспур
- Молодёжный кубок Англии: 1969

Мидлсбро
- Победитель Второго дивизиона: 1974

Ливерпуль
- Чемпион Англии: 1979, 1980, 1982, 1983, 1984
- Кубок Футбольной лиги: 1981, 1982, 1983, 1984
- Суперкубок Англии: 1979, 1980, 1982
- Кубок европейских чемпионов: 1978, 1981, 1984

Сампдория
- Кубок Италии: 1985

Рейнджерс
- Чемпион Шотландии: 1987
- Кубок шотландской лиги: 1987, 1988

### В качестве тренера
Рейнджерс
- Чемпион Шотландии: 1987, 1989, 1990, 1991
- Кубок шотландской лиги: 1987, 1988, 1989, 1991

Ливерпуль
- Кубок Англии: 1992

Галатасарай
- Кубок Турции: 1995
- Суперкубок Турции: 1996

Блэкберн Роверс
- Кубок Футбольной лиги: 2002

### Личные
- Тренер года по версии Шотландской ассоциации футбольных журналистов: 1987
- В 1988 году введён в Почётный список игроков сборной Шотландии по футболу
- В 1998 году включён в список «100 легенд Футбольной лиги»
- Занял девятое место в списке «100 игроков, которые потрясли Коп», составленном по результатам опроса среди 110 тысяч болельщиков «Ливерпуля»[2]
- В 2004 году включён в Зал славы шотландского футбола
- В 2007 году включён в Зал славы английского футбола за личный вклад в игру
- Включён в число 64 игроков, входящих в Зал славы «Рейнджерс»
- Командор ордена Британской империи (2024 год)[3]